# Дикалб (окръг, Индиана)
Окръг Дикалб (на английски: DeKalb County) е окръг в щата Индиана, Съединени американски щати. Площта му е 943 km², а населението е 43 265 души (1 април 2020). Административен център е град Обърн.